# Realpolitiska förbundet
Realpolitiska förbundet (polska: Unia Polityki Realnej, UPR) är ett konservativt, libertarianskt och euroskeptiskt parti i Polen. Sedan 2014 ingår partiet i den högerextrema Nationella rörelsen.